# 沃镇区
沃鎮為缅甸勃固省勃固縣的一座鎮區，其區域面積951.85平方公里。根據2014年緬甸人口普查，此鎮區人口有176,014人。沃為此鎮區的首府。